# Alžírsko na Letních olympijských hrách 1996
Alžírsko se účastnilo Letní olympiády 1996 v americké Atlantě. Zastupovalo ho 45 sportovců (39 mužů a 6 žen) v 9 sportech.

## Medailisté
| Medaile | Jméno              | Sport    | Soutěž             |
| ------- | ------------------ | -------- | ------------------ |
| Zlato   | Noureddine Morceli | Atletika | Muži běh na 1500 m |
| Zlato   | Hocine Soltani     | Box      | Muži lehká váha    |
| Bronz   | Mohamed Bahari     | Box      | Muži střední váha  |